# Sesamia jansei
Sesamia jansei là một loài bướm đêm trong họ Noctuidae.